# 申生
申生（？—前655年），姬姓，名申生，春秋時代人物。晉獻公庶長子，齐姜所生，本是晉國太子，驪姬生下一子，取名奚齊，晉獻公打算立奚齊為太子。之後驪姬與優施通姦，合謀陷害申生，申生不願作亂而自杀。諡號恭太子、恭世子。

## 生平
申生父親晉獻公，生母齊姜，同母妹穆姬，繼母驪姬。獻公獲得驪姬後，不久懷孕，驪姬產下一子，取名奚齐，驪姬又與優施淫亂，陰謀陷害申生，並慫恿晉獻公立自己的親生兒子奚齊為太子。申生和他的兄弟公子重耳、公子夷吾都有贤德的行为，在驪姬怂恿下，晋献公疏远了这三个儿子，并且派他们分别出镇曲沃、蒲、屈。晋国人因此认为申生继位无望。
晋献公十六年（鲁闵公元年，公元前661年），晋献公扩充军队为二军，亲自统率上军，由申生统率下军，灭霍、魏、耿三国，班师后在曲沃为申生筑城。士蔿因而对申生指出，镇守故都、受封为卿都意味着申生虽然作为太子却不能继位，建议他效仿吴太伯出逃以免祸，还能博得谦让的美名。申生不肯。
晋献公十七年（鲁闵公二年，公元前660年），晋献公派申生攻打东山的皋落氏。大夫里克认为太子是是奉事宗庙祭祀、社稷大祭和早晚照看国君饮食的人，不该派太子带兵，这样太子遇事自主则是擅专，不自主则没有威严，陷入两难。献公却说自己有好几个儿子，不知道立谁。里克不回答便退出去见申生。申生说自己是不是要被废，里克否认并鼓励他治军。于是申生率军，献公让他穿上左右各异的偏衣，佩带上金玦。里克推说有病没有从征，申生出兵东山。
晋献公私下对骊姬表示废太子改立奚齐，骊姬表面称誉申生，哭着说太子册立是诸侯都知道的，而且他数次领兵，百姓都拥护，如改立太子，她就自杀。但她暗地里却让人诽谤申生。
驪姬有一次在頭髮上塗蜂蜜，引來蜜蜂追趕，並要求申生幫她趕蜜蜂，故意讓晉獻公看到。晉獻公以為兒子在調戲驪姬，怒氣衝天，差點以戟刺死太子申生，申生有口難言。
周惠王二十二年（前655年）春，驪姬之亂開始：驪姬陰謀陷害申生，讓申生至曲沃去祭祀齊姜，後母驪姬在祭肉與酒偷偷下毒，並讓晉獻公發現酒肉有毒，并哭着说太子竟然残忍到要弑父，都是因为自己和奚齐，提出带着奚齐去其他城逃避申生的迫害，并说后悔自己当初阻止废太子。献公以為是申生謀反，打算處死申生。申生的老師杜原款被賜死，死前勸申生為了名節而自殺，申生的另一異母弟重耳，勸他向父親辯白，申生說：「父親那麼喜歡驪姬，我不想傷父親的心。」重耳又勸他流亡，申生又說：「不行，父親以為我要殺他。天下有『無父之國』嗎？我哪裏有容身之地？」
申生又派人向曾經勸告他的狐突致詞：「申生有罪，沒有聽從您的忠告，至於死地，我不惜一死。雖如此，但是我們君主年紀老了，兒子奚齊年紀又小。現在國家多難，您又不出來為君主出謀劃策。假如您肯出來為君主謀劃，我就算是得到了您的恩賜而死了。」申生再拜行禮，在曲沃自盡而死。一說自刎。
后来重耳、夷吾也被迫出奔。

## 妖梦
前650年秋，狐突前往晋国陪都曲沃，忽然如同做梦一样遇到了乘车的申生，申生让他上來駕車，对狐突说：“夷吾无礼，我已经得到上帝的允許，准备讓秦国滅了晋国，秦国将会祭祀我。”狐突回答说：“臣听说：‘神明不享受异族的祭品，百姓也不祭祀他族。’您的祭祀恐怕会断绝了吧？而且百姓有什么罪？处罚不当而且祭祀断绝，请您考虑一下！”申生说：“好，我会向上帝重新请求。过七天，新城西边有一个巫师，可以跟我通靈。”狐突同意去见巫师，申生就一下子不见了。等到約定狐突去的那一天，巫师轉達申生的話，说：“上帝允许我惩罚有罪的人，他将在韩原（今山西河津、萬榮一帶）大败。”

## 妻妾
杜预注《左传》时根据《庄公二十八年传》“晋献公娶于贾”认为贾君为晋献公妾，但唐固、惠栋等认为如此说来贾君年龄过高，且结合《左传·僖公十年传》夷吾改葬申生而后者灵魂不喜反怒，并言“夷吾无礼”等事，认为贾君当是申生之妻。

## 祭祀
後人非常緬懷申生的忠孝之舉，稱他「恭太子」、「恭世子」。山西陽泉、曲沃等地有申生廟，後人頗奉香火。《曲沃縣志》曾載，邑人奉申生為城隍之神。宋朝理學名儒張橫渠讚揚申生：「無所逃而待烹，申生其恭也。」

## 评价
- 东汉末年荆州牧刘表偏爱幼子刘琮，长子刘琦因此问名士诸葛亮如何自全。诸葛亮举申生留在晋国被逼死，重耳出逃得以保全的例子，建议刘琦出走。刘琦因此请求出镇江夏。